# Brezons
Brezons är en kommun i departementet Cantal i regionen Auvergne-Rhône-Alpes i mitten av Frankrike. Kommunen ligger  i kantonen Pierrefort som ligger i arrondissementet Saint-Flour. År 2022 hade Brezons 179 invånare.

## Befolkningsutveckling
Antalet invånare i kommunen Brezons
Referens:INSEE